# Manliff Barrington
Bob Foster (Dublín, 19 de noviembre de 1912 – 11 de mayo de 1999) fue un piloto de motociclismo irlandés. Fue el primer piloto de la historia del Campeonato del Mundo de Motociclismo, que consiguió una victoria en la cilindrada de 250cc (la única de su carrera). 
Su carrera en el motociclismo se inició antes de la Segunda Guerra Mundial y su primera participación registrada en la Tourist Trophy se data del 1935 con un undécimo puesto. En 1947, conseguiría su primera victoria en la Isla de Man.
Su carrera se truncó definitivamrnte a causa de un accidente ocurrido en la TT Isla de Man de 1952, donde se rompió la cadera.

## Resultados en el Campeonato del Mundo de Motociclismo
Sistema de puntuación en 1949:
| Posición | 1.º | 2.º | 3.º | 4.º | 5.º | Vuelta rápida |
| Puntos   | 10  | 8   | 7   | 6   | 5   | 1             |

Sistema de puntuación desde 1950 hasta 1968:
| Posición | 1.º | 2.º | 3.º | 4.º | 5.º | 6.º |
| Puntos   | 8   | 6   | 4   | 3   | 2   | 1   |

Hasta 1955 se contaban los 5 mejores resultados.
(carreras en cursiva indica vuelta rápida)
| Año  | Clase | Equipo      | 1       | 2     | 3      | 4     | 5     | 6     | 7     | 8     | Pts | Pos |
| ---- | ----- | ----------- | ------- | ----- | ------ | ----- | ----- | ----- | ----- | ----- | --- | --- |
| 1949 | 250cc | Moto Guzzi  | IOM 1   | SUI - |        |       | ULS - | NAT - |       |       | 10  | 6º  |
| 1949 | 350cc | Norton      | IOM 18  | SUI - | NED -  | BEL - | ULS - |       |       |       | 0   | -   |
| 1950 | 350cc | AJS         | IOM 39  | BEL - | NED -  | SUI - | ULS - | NAT - |       |       | 0   | -   |
| 1950 | 500cc | Vincent-HRD | IOM Ret | BEL - | NED -  | SUI - | ULS - | NAT - |       |       | 0   | -   |
| 1951 | 350cc | Norton      | ESP -   | SUI - | IOM 17 | BEL - | NED - | FRA - | ULS - | NAT - | 0   | -   |
| 1951 | 500cc | Norton      | ESP -   | SUI - | IOM 5  | BEL - | NED - | FRA - | ULS - | NAT - | 2   | 19º |